# Puccinia triticina
Puccinia triticina, conhecida pelo nome comum de ferrugem-do-trigo, é um fungo da ordem Pucciniales que causa uma doença fúngica que afeta as culturas de trigo, cevada e centeio, causando danos nos caules, folhas e grãos. Pertencente ao grupo dos fitopatógenos conhecidos por  ferrugens (todos membros da ordem Pucciniales), é a mais prevalente de todas as doenças da ferrugem do trigo, ocorrendo na maioria das regiões produtoras daquele cereal.
Em zonas temperadas este fungo é destrutivo nas culturas de trigo de inverno porque o patógeno inverna. As infecções podem conduzir a perdas de até 20% do rendimento, dano que é exacerbado pela morte das folhas, que fertilizam o fungo. Causa graves surtos na América do Norte, México e América do Sul e é uma doença sazonal devastadora na Índia. P. triticina é uma espécie heteroica, necessitando de dois hospedeiros distintos (hospedeiros alternativos).

## Descrição
Pela sua fitopatogeniciadade sobre os trigos, a espécie Puccinia triticina constituiu uma das mais importantes limitantes ao rendimento deste cereal nas regiões mais húmidas, particularmente quando essa humidade ocorre durante o período vegetativo da cultura associada a temperaturas elevadas. A espécie não deve ser confundida com Puccinia graminis, que causa "ferrugem-do-colmo", ou P. striiformis, que causa "ferrugem estriada" ou "ferrugem amarela", doenças das plantas que apesar de serem ferrugens apresentam carácter distinto e afectam culturas diferentes.
A espécie, enquanto fitopatógeno, tem atribuído o código EPPO PUCCRT (um código EPPO, anteriormente conhecido como código Bayer, é um identificador codificado usado pela Organização Europeia e Mediterrânea de Proteção de Plantas (European and Mediterranean Plant Protection Organization, EPPO).

### Taxonomia
A espécie Puccinia triticina, descrita a partir da ferrugem do trigo, foi publicada pela primeira vez por Augustin-Pyrame de Candolle, em 1815, sob o nome Uredo rubigo-vera.
A espécie recebeu pelo menos seis nomes diferentes desde 1882, quando Heinrich Georg Winter (1882) a reposicionou no género Puccinia como Puccinia rubigo-vera. A espécie foi incluída no género Puccinia, onde ainda se encontra, devido aos seus teliósporos bicelulares, sendo o causador da ferrugem-do-trigo interpretada como uma forma especializada de P. rubigo-vera.
Posteriormente, em 1894, Jakob Eriksson e Enst Henning classificaram os fungos causadores da ferrugem-do-trigo como P. dispersa f.sp. tritici. Poucos anos depois, em 1899, Eriksson concluiu que a ferrugem-do-trigo deveria ser considerada uma espécie separada e foi o primeiro a descrever a ferrugem-do-trigo sob o nome atual Puccinia triticina. Devido a isso, descreveu a espécie como P. triticina.
O micologista norte-americano Edwin Butterworth Mains, numa publicação saída a público em 1932, foi um dos primeiros cientistas a usar um nome específico com um amplo conceito de espécie para a ferrugem-do-trigo ao considerar P. Rubigo-vera um nome válido e postular que 32 binómios do género Puccinia entretanto publicados eram sinónimos taxonómicos dessa espécie.
George Baker Cummins e Ralph Merrill Caldwell, numa base morfológica, em 1956 introduziram um amplo conceito de espécie para as ferrugens das gramíneas, questionando a validade de P. rubigo-vera. Aqueles autores, com base no basiónimo do estágio uredinial, introduziram o binome P. recondita como o nome válido mais antigo para as ferrugens das gramíneas, incluindo a ferrugem-do-trigo. A forma causadora da ferrugem do trigo foi então designada como Puccinia recondita f. sp. triticina.
Contudo, o binome Puccinia triticina foi usado em 1959 por Ernst Gauemann no seu livro abrangente sobre fungos causadores da ferrugem dos cereais na Europa Central. Esta publicação contribuiu para manter em uso aquele binome, ganhando esta opção o favor de muitos micologistas. Apesar disso, o conceito alargado de espécie de Cummins e Caldwell foi seguido em 1966 por Malcolm Wilson e Douglas M. Henderson, em outra abrangente flora das ferrugens europeias (a  British Rust Fungi), na qual também usaram um amplo conceito de espécie para P. recondita, dividindo esta ampla espécie em 11 diferentes formae speciales. O nome da forma considerado para a ferrugem-do-trigo naquela flora foi P. recondita f.sp. tritici.
George Baker Cummins, na sua monografia das ferrugens patogénicas para as Poaceae publicada em 1971, introduziu um conceito de espécie ultra-amplo para P. recondita e listou 52 binómios como seus sinónimos taxonómicos. Este conceito ganhou favor entre micologistas e patologistas de plantas em todo o mundo e, por isso, P. recondita é encontrado como um nome apropriado para a ferrugem-do-trigo em algumas publicações.
Entretanto, uma corrente de pensamento oposta aos conceitos de espécies amplas definidas com base na morfologia também ganhou força entre os uredinologistas. Essa corrente taxonómica, próxima da que fora defendida em 1959 por Ernst Gauemann, foi introduzida em 1969 na classificação dos fungos graminícolas da ferrugem pelo micologista checo Zdeněk Urban, que acreditava que um nome taxonómico deveria refletir tanto a morfologia quanto a ecologia da espécie. No seu artigo, Urban apresentou P. perplexans var. triticina como um nome apropriado para a ferrugem-do-trigo.
Douglas Savile, num artigo publicado em 1984, veio dar argumentos aos uredinólogos que acreditavam no estreitamento do conceito de espécie, considerando P. triticina como um nome taxonómico válido para a ferrugem-do-trigo. Enquanto isso, à medida que sua pesquisa continuou, Zdeněk Urban, com base em evidências morfológicas, ecológicas e de campo obtidas em estudos sobre a ferrugem-do-trigo, passou a considerar o fungo causador como parte da espécie Puccinia persistens, com estágio aecial nas Ranunculaceae, como uma espécie totalmente diferente de P. recondita, que produz o estágio aecial em membros da família Boraginaceae. O nome final que escolheu para esta ferrugem foi P. persistens subsp. triticina.
Nos últimos anos, contudo, prevaleceu a visão de que as formas que têm Thalictrum speciosissimum como hospedeiro intermediário devem ser distinguidas como uma espécie separada com base na incompatibilidade sexual, na análise da sequência do rDNA, na morfologia dos esporos e na morfologia estrutural da infecção. Em consequência, o nome Puccinia triticina Erikss., 1899 voltou a ser amplamente utilizado.

### Resistência do hospedeiro
Os agricultores desde há muito tentam melhorar as quantidades de rendimento em culturas como o trigo. Nos últimos anos, a seleção para a resistência contra doenças provou ser tão importante para a produção total de trigo como a seleção visando aumentar o rendimento da cultura. O uso de um único gene de resistência (gene R) contra várias pragas e doenças desempenha um papel importante na criação de resistência para culturas. O primeiro gene de resistência identificado provou ser eficaz contra a espécie Puccinia striiformis (a "ferrugem estriada" ou "ferrugem amarela"). Entretanto já foram identificados numerosos genes que conferem resistência a diversos tipos de infestação por Pucciniales (ferrugens dos cereais).
O gene de resistência à ferrugem da folha é um gene eficaz de resistência de plantas adultas que aumenta a resistência das plantas contra a infeção por P. triticina (genes UVPrt2 ou UVPrt13), especialmente quando combinadas com os genes Lr13 e gene Lr34. A linhagem RL6081, desenvolvida no Canadá para resistência ao Lr37, apresentou resistência à ferrugem da folha, amarela e do caule em plântulas e plantas adultas. Os cruzamentos entre as cultivares que contenham estes genes permitem, portanto, introduzir este gene no germoplasma local, aumentando a variação genética das cultivares.
Diversas técnicas de filogenética molecular têm sido utilizadas para estimar as distâncias genéticas entre diferentes cultivares de trigo. Com as distâncias genéticas conhecidas, podem ser feitas previsões para as melhores combinações entre genótipos portadores dos genes Lr37, VPMI e RL6081 e outros cultivares. Isso é especialmente importante em trigo com baixa variação genética. O gene também é transferido com a menor quantidade de retrocruzamentos para cultivares geneticamente mais próximos entre si, gerando descendentes genéticos semelhantes ao genótipo recorrente, mas com o gene Lr37. uma indicação de quantos ‘’loci’’, amplificados com técnicas moleculares, precisam ser comparados para localizar marcadores putativos ligados ao gene.
Distâncias genéticas entre linhas quase isogénicas (NILs) para um determinado gene também dão uma indicação de quantos ‘’loci’’, amplificados com técnicas moleculares, precisam ser comparados para localizar marcadores putativos ligados ao gene.

## Ciclo de vida
A ferrugem-do-trigo dissemina-se por meio de esporos transportados pelo ar. Cinco tipos de esporos são formados ao longo do ciclo de vida da espécie: (1) urediniósporos; (2) teliósporos; (3) basidiósporos; (4) picnósporos; e (5) aeciósporos. Os primeiros três tipos desenvolvem-se nas plantas de trigo e de outras gramíneas que funcionem como hospedeiro primário, enquanto os últimos dois se desenvolvem nos hospedeiros alternativos.
O processo de germinação dos esporos requer humidade, desenvolvendo-se melhor em período em que ocorra 100% de humidade relativa do ar junto à superfície foliar dos hospedeiros. A temperatura ideal para germinação é entre 15 ºC e 20 ºC. Antes da esporulação, as plantas de trigo, mesmo quando infectadas, parecem completamente assintomáticas.
P. triticina tem uma fase de ciclo de vida assexuada e sexual. Para completar sua fase sexual, P. triticina requer um segundo hospedeiro (Thalictrum flavum glaucum), no qual passa o inverno. Em locais onde Thalictrum não cresce, como na Austrália, o patógeno só passa pela fase assexuada do seu ciclo de vida assexuado e mantém-se durante o inverno como micélio ou uredinia.
O processo de germinação requer humidade e temperaturas entre 15 ºC e 20 ºC. Após cerca de 10 a 14 dias de infecção, os fungos começam a esporular e os sintomas da infestação tornam-se visíveis nas folhas do trigo.
Hospedeiros primários
Os hospedeiros primários desta espécie são gramíneas (Poaceae) maioritariamente do género Triticum (os trigos). O principal hospedeiro é o trigo (Triticum aestivum), mas a espécie também infesta o durum (Triticum turgidum var. durum), bem como variedades domesticadas e selvagens de farro (Triticum dicoccon e Triticum dicoccoides, respetivamente), as gramíneas Aegilops speltoides e Aegilops cylindrica (trigo-do-diabo) e os cultivares de triticale (× Triticosecale Wittmack).
Hospedeiros secundários
A espécie tem como hospedeiros secundários diversas espécies de Ranunculaceae, nomeadamente Thalictrum flavum (sinónimo de Thalictrum speciosissimum) e Isopyrum fumaroides, embora só raramente surgem infestações neste grupo, já que a infestação de hospedeiros secundários nesta espécie não ocorre com a mesma frequência com que Puccinia graminis infesta as espécies do género Berberis, os seus hospedeiros secundários.

### Dispersão
A localização é uma característica importante na disseminação da ferrugem-do-trigo. Em alguns lugares, a ferrugem-do-trigo pode facilmente florescer e se dispersar. Em outras áreas, o ambiente é marginalmente adequado para a doença. Os uredinosporos da ferrugem-do-trigo iniciam a germinação de uma a três horas após o contacto com a humidade livre numa faixa de temperaturas.
Os uredinosporos são produzidos em grande número e podem ser levados pelo vento a distâncias consideráveis, mas a maioria dos urediniósporos é depositada perto de sua fonte sob a influência da gravidade. Os uredinósporos são relativamente resilientes e podem sobreviver no campo longe das plantas hospedeiras por períodos de várias semanas. Podem resistir ao congelamento se seu teor de humidade for reduzido para 20 a 30 por cento. A viabilidade diminui rapidamente em teores de humidade de mais de 50 por cento.
A propagação a longa distância de uredinosporos é influenciada por padrões de vento e pela latitude. Em geral, os esporos propagam-se de oeste para leste devido aos ventos dominantes resultantes da rotação da Terra. Em latitudes progressivamente mais altas, os ventos tendem a se tornar mais do sul no Hemisfério Norte e mais do norte no Hemisfério Sul.
Puccinia triticina pode sobreviver nas mesmas condições ambientais que as folhas de trigo, contanto que haja infecção, mas não tenha ocorrido esporulação. O fungo pode infectar em menos de três horas na presença de humidade e temperaturas abaixo de 20 ºC, mas, no entanto, mais infecções ocorrem com maior exposição à humidade.

### Sintomas
Pequenas pústulas acastanhadas surgem nas lâminas foliares com uma distribuição de dispersão aparentemente aleatória, mas que se podem agrupar em manchas nos casos graves de infestação generalizada. Os sintomas podem variar em gravidade, desde pouco estéticos até completamente invadidos na superfície da folha. Na folha de bérberis, a doença aparece como manchas amarelas pulverulentas com aécios dispersos na parte inferior da folha.
O início da doença é lento, mas acelera em temperaturas acima de 15 ºC, tornando-se numa doença do cereal maduro no verão, geralmente tarde demais para causar danos significativos em áreas temperadas. Perdas entre 5 e 20% são normais, mas podem chegar a 50% em casos graves.

### Variedades e cultivares
América do Norte
Para a estação de 2020, o Laboratório de Doenças dos Cereais (Cereal Disease Laboratory) do Departamento de Agricultura dos Estados Unidos (USDA ARS) encontrou 36 raças na América do Norte, nomeadamente as BBBQD, LBDSG, LCDJG, LCDSG, MBDSD, MBTNB, MCDSB, MCDSD, MCJSB, MCTNB, MLPSD, MNPSD, MPPSD, MPTSD, MSBJG, TBBGS, TBBJS, TBRKG, TBTDB, TBTNB, TCBGS, TCGJG, TCJTB, TCSQB, TCTBB, TCTNB, TCTQB, TDBGS, TFPSB, TFTSB, TGBGS, TNBGJ, TNBGS, TNBJJ, TNBJS e TPBGJ.
Europa do Norte
Entre 1992 e 2002, dos cultivares mais comuns em produção na Europa do Norte, quase todos forneceram resistência na germinação contra a maioria dos patótipos. Cerca de 1/3 dessas cultivares foram confirmados como portadores de Lrs ainda não identificados. Algumas cultivares foram resistentes à maioria dos patótipos e uma a todos eles. Os Lrs mais comuns eram: Lr13, Lr14a e Lr26, com Lr2a, Lr3, Lr10, Lr17 e Lr23 ocorrendo raramente.
Alguns cultivares em particular eram extremamente populares, com o cultivar designado por 'Ritmo', por exemplo,ocupando >50% dos hectares cultivados em 1998 e 1999. Durante todo o período estudado (1992-2002), os cultivares mais populares foram: ‘Pepital’ (Lr10+Lr13), ‘Haven’ (Lr26), ‘Hussar’ (Lr26), ‘Ritmo’ (Lr13), ‘Lynx’ (Lr17+Lr26), ‘Kris’ (Lr10+Lr13), ‘Terra’ (Lr13), ‘Sleipner’ e ‘Hereward’, sendo que para o trigo de primavera, especificamente, os cultivares mais comuns eram: ‘Dragon’ (Lr14a), ‘Leguan’ (Lr14a) e ‘Vinjett’ (Lr14a).)

### Controlo da infestação
A resistência varietal é importante. Fungicidas são comumente usados. O uso de fungicidas triazólicos pode ser eficaz para o controlo químico de infecções até à emergência da espiga, mas são difíceis de justificar economicamente em ataques após esse estágio. Muitas vezes, o controlo não é tão comum quanto a prevenção por meio do desenvolvimento de variedades geneticamente resilientes e a remoção de plantas de bérberis-comum (Berberis vulgaris) que possam servir de hospedeiros secundários.
O uso de cultivares selecionados pelas suas resistência é o melhor método de controlo da doença, uma técnica que é utilizada há mais de 100 anos. No entanto, a resistência ligada a genes únicos tornou-se ineficaz pela adaptação do patógeno a novas culturas. É por isso que a destruição de hospedeiros alternativos é a chave para o controlo. Cultivares de maturação precoce, bem como trigo de primavera, devem ser semeados o mais cedo possível para evitar os períodos de pico de infestação pelas ferrugens. O trigo auto-semeado (voluntário) deve ser destruído para não espalhar ainda mais os urediniósporos no final da colheita.
Foi utilizada com sucesso a técnica de silenciamento genético induzido por vírus para investigar o funcionamento do gene Lr21 em trigo hexaploide. Como os genes Lr34, Lr46 e Lr67 são não-sepecíficos, não podem ser utilizados na determinação de linhagens deste fitopatógeno. Mesmo o uso de variedades commais de um gene conferente de resistência (com gene stacking) muitas vezes falhou contra Pt/Prt devido à distribuição individual dos mesmos genes em outras variedades na mesma área. A escolha de variedades com genes capazes de reduzir a velocidade da infestação (conhecidos como genes slow rusting) parece ser a melhor escolha.